# Ali Lacin
Ali Lacin (* 17. April 1988 in Berlin) ist ein deutscher Behindertensportler und Träger des Silbernen Lorbeerblatts.

## Leben und Karriere
Ali Lacin verlor durch eine Amputation beide Beine unterhalb der Knie. Er wurde Mitglied des Sportvereins DSC Berlin. Als Sportart wählte er die Leichtathletik und innerhalb dieser Disziplin den Sprint über 100 und 200 Meter sowie den Weitsprung.
Er ist Mitglied der deutschen Behindertennationalmannschaft und wurde in seiner Behindertenklasse T61 Weltmeister mit 12,73 s über 100 Meter, im Weitsprung hält er den Europarekord mit 6,29 m.
Bei den auf Grund der COVID-19-Pandemie auf das Jahr 2021 verschobenen Paralympischen Sommerspielen 2020 in Tokio war er ebenfalls erfolgreich. Im 200-Meter-Lauf wurde er Dritter und erkämpfte sich so eine Bronzemedaille. Außerdem erreichte er den 5. Platz im Weitsprung. Für den Gewinn der Bronzemedaille wurde er – wie alle anderen deutschen Medaillengewinner – am 8. November 2021 vom Bundespräsidenten mit dem Silbernen Lorbeerblatt ausgezeichnet.

## Startklasse T61
Lacin verlor durch einen Unfall beide Beine unterhalb der Knie. Er startet deshalb in der Klasse T61. Die Klasse wird wie folgt beschrieben: „Athleten haben eine bilaterale Oberschenkelamputation oder -dysmelie und treten stehend mit Prothesen im Wettbewerb an.“